# 1960 Guisan
1960 Guisan è un asteroide della fascia principale del diametro medio di circa 24,55 km.  Scoperto nel 1973, presenta un'orbita caratterizzata da un semiasse maggiore pari a 2,5268211 UA e da un'eccentricità di 0,1220278, inclinata di 8,47373° rispetto all'eclittica.
L'asteroide è dedicato al generale svizzero Henri Guisan.